# Karmelberget
För andra betydelser, se Karmelberget (olika betydelser).
Karmelberget, bergsmassiv i norra Israel som sträcker sig in i staden Haifa.  Berget har en lång historia av mänsklig bosättning och associeras med många historiska och religiösa minnen. Numera finns det ett flertal mindre städer på berget som bebos av druser. Bahá'í-tron har sitt världscentrum Universella rättvisans hus på Karmelbergets utlöpare mot staden Haifa, och profeten Báb (arkebuserad 1850 i Iran) ligger begravd i en helgedom som ligger en bit upp på berget. 
Namnet Karmel kommer av ett hebreiskt ord som betyder ("Guds) fruktträdgård". "El" betyder "Gud" och det närbesläktade substantivet Kerem betyder vingård (Mos 9:20). Vingården är en dominerande symbol i Bibeln, det brukar beteckna antingen Israel (Jes 5) eller hela mänskligheten (som ju består av olika frukter av olika kulörter) (Jes 65:21, se Upp 21:24). Det utvecklas i Nya testamentet för att beteckna Kristi Kropp (Joh 15:1).

## Geografi
Berget täcker en triangelformad yta vars nordligaste spets når fram till Medelhavet på en udde söder om Akkaviken och vars ena vinkelben löper nästan parallellt med havet, medan det andra går i sydöstlig riktning. De är 10-15 km långa. Basen går i stort sett från väster till öster och är omkring 12 km lång.
Karmelberget utgör gränsen för några slätter, Jezreelslätten i nordöst och Saron i sydväst. Bergets högsta punkt är endast ungefär 552 meter över havet, men dess fria läge och form gör det ovanligt iögonenfallande. Berget, som består av kalksten, har flera naturliga grottor, som varit tillhåll för såväl stenåldersfolk och flyktingar som profeter och munkar.
Till skillnad från många andra trakter i landet har Karmelberget en hel del skog med till exempel ekar, myrtenträd, buxbom, vilda olivträd och pinjer. Faunan består bland annat av gaseller, rapphöns och rådjur.

## Historia

### Paleolitikum
Mellan 1930 och 1932, grävde Dorothy Garrod ut fyra grottor och ett antal bergrum i Karmelmassivet, vid El-Wad, Tabun-grottan och Es Skhul. Garrod upptäckte neandertalare och ett tiotal cirka 100 000 år gamla kvarlevor av den moderna människan.

### Neolitikum
Senare fynd finns även av Natufisk kultur från runt år 0 HE. 

## Konfessionella tilldragelser
I Gamla testamentet berättas att profeten Elia offrade på berget, när han bekämpade Baalsdyrkarna (1 Kon. 18).
Under 1200-talet bildade en grupp eremiter kloster här och antog som karmelitorden en gemensam regel. Över en av kalkstensgrottorna står det ståtliga karmelitklostret, på bergets nordligaste utsprång.
De Bahá'í-troende tolkar bl.a. en profetia av Jesaja som att Gud kommer att härska över och ena alla nationer och skapa fred, och att hans tron (symboliskt) ska upprättas på Karmelberget genom att Gud sänker ned ett nytt Jerusalem där efter att ha skapat en ny jord. Trons internationella centrum har fått sitt säte på Karmelbergets sluttningar vid Haifa, därför att trons grundare, Bahá'u'lláh från Iran, fördes till trakten som fånge av de turkiska myndigheterna 1868 och därför att hans föregångares, landsmannen Bábs marterade kropp, fördes dit i början av 1900-talet efter att ha gömts för muslimerna i decennier. Här finns bahá'íernas internationella centrum med Universella Rättvisans Hus-byggnaden i italiensk marmor, som stod klar 1983, Internationella Arkivet, Centrum för studier av de Heliga Texterna samt Internationella Undervisningscentret. År 2001 invigdes terrasserna som leder upp till profeten Bábs gravmonument 919 meter över havet. Gravhelgedomen nås genom en trappa som löper upp genom 19 terrasser med trädgårdar, och komplexet, som är Haifas största turistattraktion i och med att det är ett av världens 6-7 miljoner bahá'íers pilgrimsmål,, är ritat av den iranske arkitekten Fariborz Sahba.  En grav stod klar i en enkel skepnad redan 1909. Terrasserna och det utbyggda monumentet finns på Unescos världsarvslista. Från terrasserna har man en milsvid utsikt över Haifa och Medelhavet.